# 알자스어
알자스어(알레만어: Elsässerditsch "알자스독일어"란 뜻, 프랑스어: Alsacien, 독일어: Elsässisch, Elsässerdeutsch)은 프랑스의 알자스(엘자스) 지역에서 쓰이는 독일어 방언이다. 알자스 독일어라고도 한다.
알자스어는 고지 독일어 중에서 상부 독일어에 속하는 알레만어의 한 방언으로, 알자스 지역 게르만계 주민들이 말한다.

## 역사
알자스 방언은 게르만족의 침략을 계기로 4세기부터 이 지역에 정착되었다. 두 게르만 민족이 주로 그곳에 정착하였다. 알레마니가 먼저, 그 다음에는 6세기 초부터 첫 번째로 자신을 강요한 프랑크인이 있었다. 갈로로망스어 사용자(Welche 방언)였던 원주민은 높은 보주산맥(브뤼슈, 리에브르, 생트마린오민, 라푸트루아)으로 후퇴하였다. 따라서 상부 라인강은 한편으로는 프랑크인의 프랑크어, 다른 한편으로는 알레마니의 알레만어와 함께 게르만 언어 그룹의 영구적인 일부였다. 따라서 16세기에 개신교 종교 개혁이 일어나 마르틴 루터가 성경을 독일어로 번역하기 전까지 공통 언어는 없지만 다양한 어휘, 소리, 감성이 있었다. 1522년에 그가 성경을 번역한 방언은 표준 독일어인 고지 독일어가 되었다. 후자는 서면으로 필수적이지만 구두로 다른 게르만 방언이 유지되었다.
1648년 베스트팔렌 조약으로 확정된 루이 14세의 라인 강 좌안 정복은 이 지역의 언어 역사에서 새로운 전환점이 되었다. 왕실 행정부의 수립은 새로운 언어인 프랑스어의 도입을 동반하였다. 프랑수아 1세가 서명한 빌레르코트레 칙령 이후로 프랑스어 사용은 왕국의 모든 국민에게 부과되었다. 그 이후로 그것은 공식 언어의 지위를 얻었고 왕이 통제하는 지역에서 그 영향력을 확장하고 있었다. 따라서 알자스 방언은 프랑스 영토에서 사용되는 모든 지역 언어(코르시카어, 카탈루냐어, 브르타뉴어, 바스크어 또는 오크어)와 마찬가지로 일상 생활과 가족 생활의 교류에 조금씩 국한되어 있음을 알게 되었다. 연속적인 프랑스 정권은 사실상 프랑스어를 지역 언어에 해를 끼치는 경향이 있는 언어 정책으로 개발하는 데 동의하였다.
1870년 프랑스-프로이센 전쟁이 끝날 무렵 모젤과 알자스의 독일 제국에 대한 애착은 1918년 제1차 세계 대전이 끝날 때까지 행정부와 학교에서 프랑스어를 독일어로 대체함으로써 나타났다. 1918년 프랑스로의 귀환은 상황을 다시 역전시켰지만, 어떤 대가를 치르더라도 프랑스화를 원했던 지역 주민들에 대한 프랑스 당국의 가혹함은 더욱 가중되었다. 알자스 합병 당시 제2차 세계 대전 중에 독일인들은 동일한 심각성을 특징지었다. 라인 강 상류 지역의 격렬한 나치화는 실제로 지역 방언에 해를 끼치기 위하여 고지 독일어를 강요하려는 욕구를 유발하였다.
1950년대부터 프랑스로 최종적으로 반환되면서 사용이 점차 줄어들었다. 실제로 프랑스어는 알자스 방언에 해를 끼치는 유일한 공식 언어로 다시 부과되었다. 이것으로 인하여 프랑스어를 구사하는 교사가 알자스 지방 자치 단체에 임명되어 학생들이 프랑스어도 말하도록 의무화하였다. 지방 당국은 1970년대부터 학교에서 방언 학습과 지역 언어 및 문화 옵션 개발을 다시 한 번 촉진함으로써 이러한 개발을 중단시키려고 노력하여왔다. 2000년에는 60% 이상, 1945년에는 90% 이상인데 비하여 오늘날 알자스인의 40% 이상이 오늘날 방언 사용자라고 선언하였다.